# Aufbruch zur Farbe. Luministische Malerei in Holland und Deutschland
Aufbruch zur Farbe. Luministische Malerei in Holland und Deutschland war der Titel einer Ausstellung, die 1996 in Zusammenarbeit dreier Museen in Deutschland gezeigt wurde. Sie zeigte die Entwicklung des Luminismus in den Niederlanden ab etwa 1900 und seinen Einfluss auf deutsche Künstlergruppen.

## Die Ausstellung
Die Werke waren vom 18. Februar bis 14. April im Kunstmuseum Ahlen, vom 28. April bis 23. Juni im Clemens Sels Museum Neuss und vom 30. Juni bis 15. September 1996 im Bonner August-Macke-Haus ausgestellt. Die Wanderausstellung war Teil des Schwerpunktprojektes „NachbarLand – Kunst und Kultur der Niederlande“ des Kultursekretariats NRW Gütersloh 1995/96.
In der Ausstellung wurden Werke niederländischer Künstlerinnen und Künstler gezeigt, die prägend für den Amsterdamer Luminismus waren sowie von ihnen beeinflusste deutsche Maler, vornehmlich aus dem Rheinland:
- Heinrich Campendonk
- Heinrich Dieckmann
- Mies Elout-Drabbe
- Leo Gestel
- Walter Giskes
- Vincent van Gogh
- Jacoba van Heemskerck
- Curt Herrmann
- Alexander Kanoldt
- Helmuth Macke
- Piet Mondrian
- Heinrich Nauen
- Otto van Rees
- Christian Rohlfs
- Jan Sluijters
- Johan Thorn Prikker
- Jan Toorop
- Henry van de Velde
- Jaap Weijand
- Wilhelm Wieger[3]

Zur Ausstellung erschien 1996 ein umfassender Katalog im Kettler-Verlag. Neben einer Einleitung der Kunsthistorikerin Ina Ewers-Schultz enthält der Katalog Textbeiträge von ihr und weiteren Kunsthistorikerinnen und -historikern, die das Thema vertiefend behandeln. Außerdem enthält das Buch unter anderem die Biographien der ausgestellten Künstlerinnen und Künstler und gibt einen Überblick über die für die Herausbildung des Luminismus wichtigsten Ausstellungen in den Niederlanden, Belgien und Deutschland in der Zeit von ca. 1890 bis 1913. Ina Ewers-Schultz gibt in „Der holländische Luminismus“ einen Überblick über die Herausbildung dieser Stilbildung, seine Besonderheiten und zugehörigen Künstler und beleuchtet die Einflüsse des Luminismus auf die deutsche Kunstlandschaft in ihrem Beitrag „Eine Parallele des Luminismus in Deutschland am Beispiel der Thorn Prikker Schüler an der Kunstgewerbeschule in Krefeld sowie Christian Rohlfs und Curt Herrman“.
Gerda Wendermann beschreibt in „Der Neo-Impressionismus und der Aufbruch zur Moderne in den Niederlanden“ die Rezeption des Neoimpressionismus in den Werken der niederländischen Künstler.
Carel Blotkamp schrieb „Mondrian und der Luminismus. Kunst als ‚Übergang zu höheren Sphären‘“, in dem er die theosophisch beeinflusste Auffassung des Luminismus, wie er bei Piet Mondrian und Jacoba van Heemskerck zu finden ist, darstellt und die Unterschiede zu Werken von Jan Toorop, Leo Gestel und Jan Sluijters benennt.
Die Ausstellungsstücke waren vorwiegend Leihgaben. Neben einer Vielzahl von Privatpersonen gehörten zu den Leihgebern das Van Gogh Museum, das Stedelijk Museum und das Gemeentearchief in Amsterdam, die Sammlung der Gemeinde Bergen, das Kunstmuseum Bonn, RKD – Nederlands Instituut voor Kunstgeschiedenis und das Kunstmuseum Den Haag, das Museum Ostwall in Dortmund, die Galerie Remmert und Barth in Düsseldorf, das Duisburger Lehmbruck-Museum, das Frankfurter Kunstkabinett Hanna Bekker vom Rath, das Frans Hals Museum in Haarlem, Hannema-de Stuers Fundatie / Museum de Fundatie in Heino, das Städtische Kramer-Museum in Kempen, das Krefelder Kaiser-Wilhelm-Museum, das Zeeuws-Museum in Middelburg, die Neue Pinakothek in München, das Clemens Sels Museum Neuss, das Kröller-Müller Museum in Otterlo, das Museum Boijmans Van Beuningen in Rotterdam, das Stedelijk Museum in Schiedam, das Centraal Museum Utrecht und das Museum für Gestaltung Zürich.

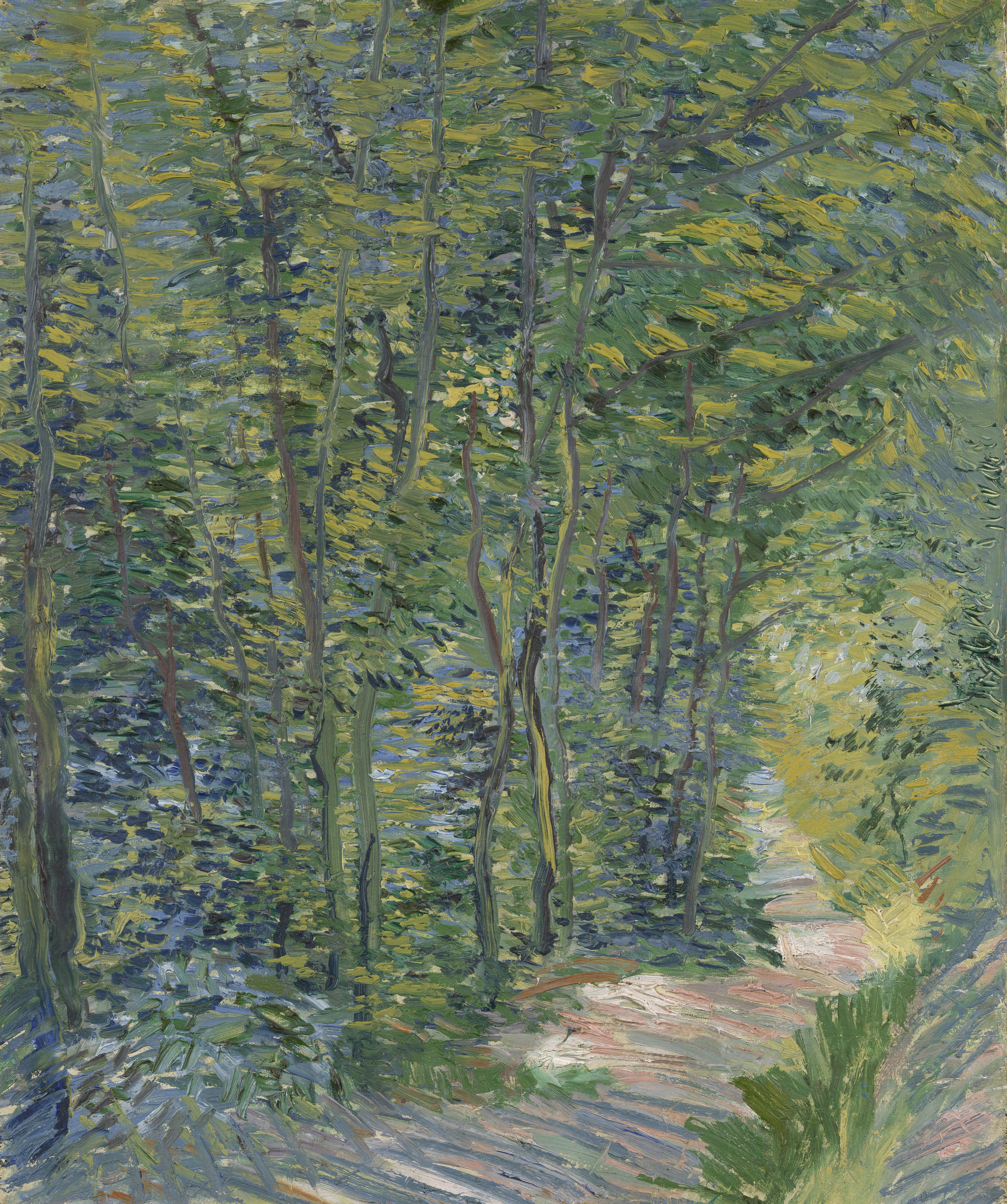
Vincent van Gogh, Waldweg, 1902
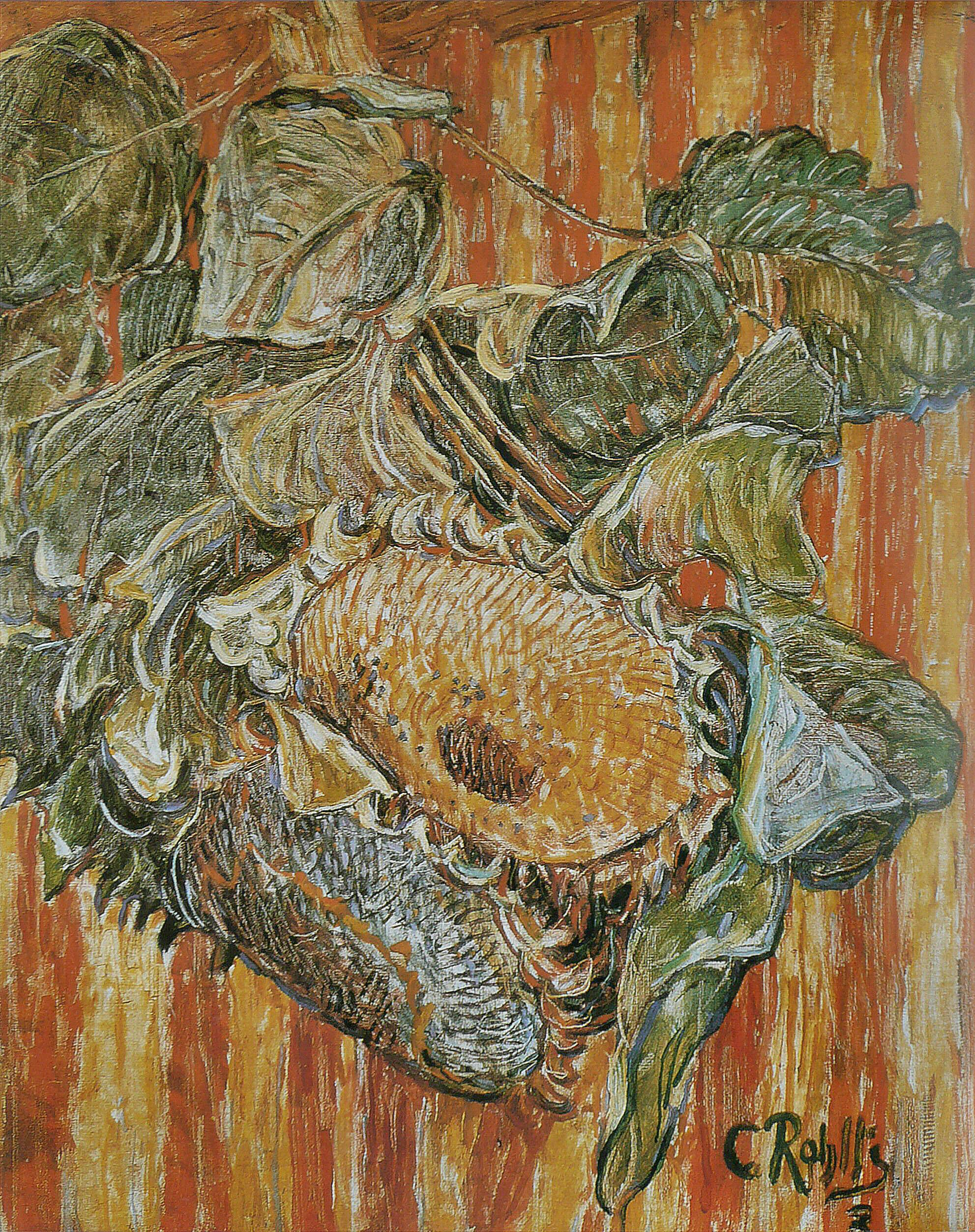
Christian Rohlfs, Sonnenblumen, 1903
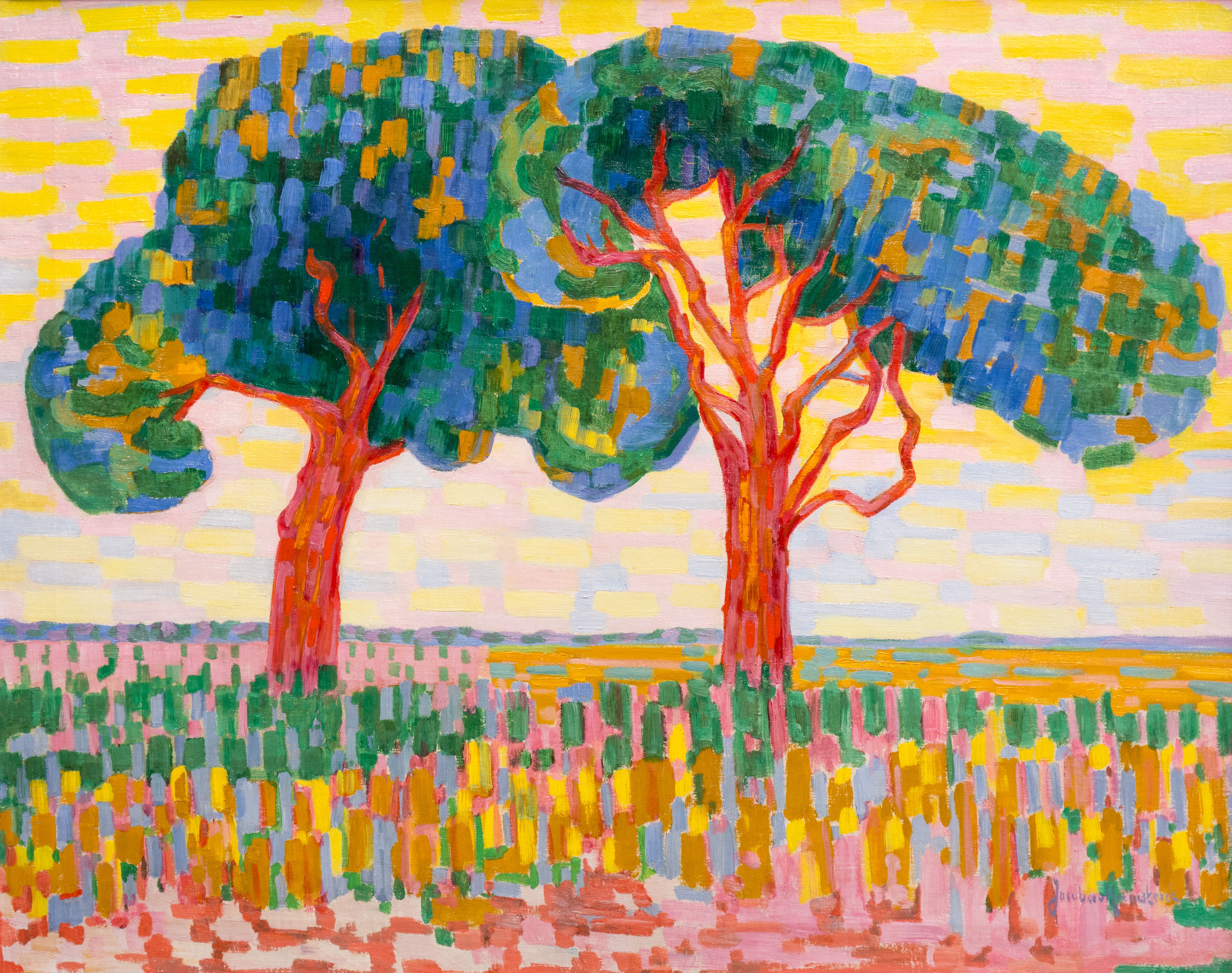
Jacoba van Heemskerck, Zwei Bäume, 1908–1910
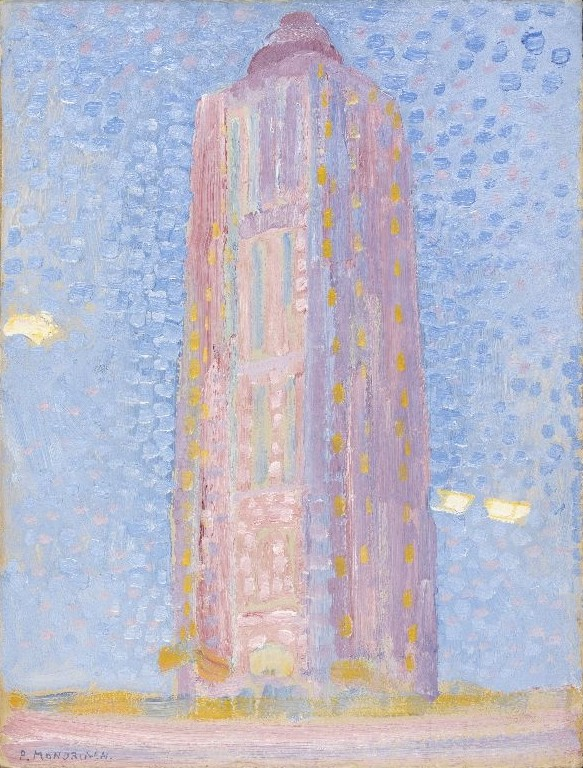
Piet Mondrian, Leuchtturm bei Westkapelle, 1909
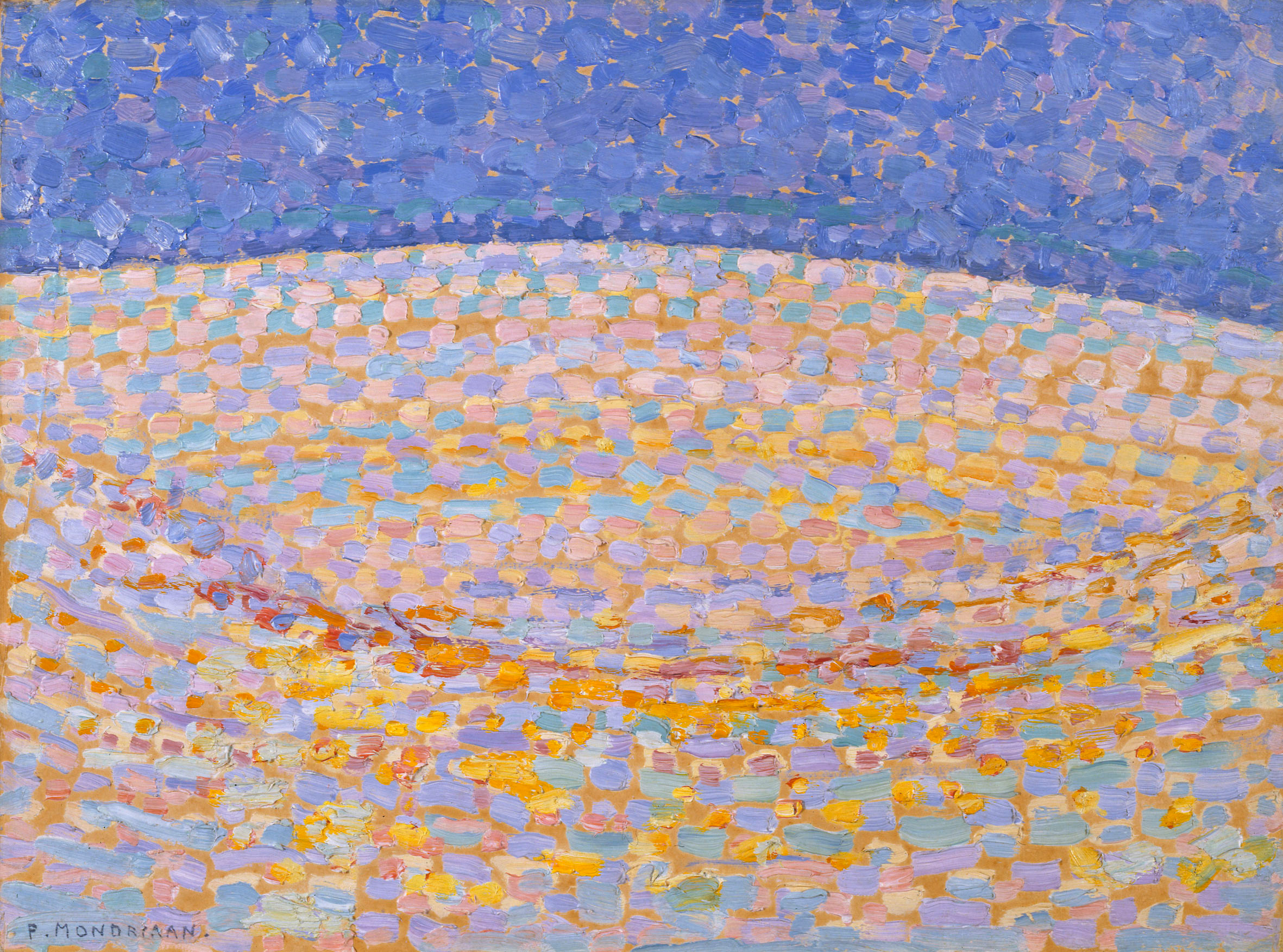
Piet Mondrian, Düne III, 1909
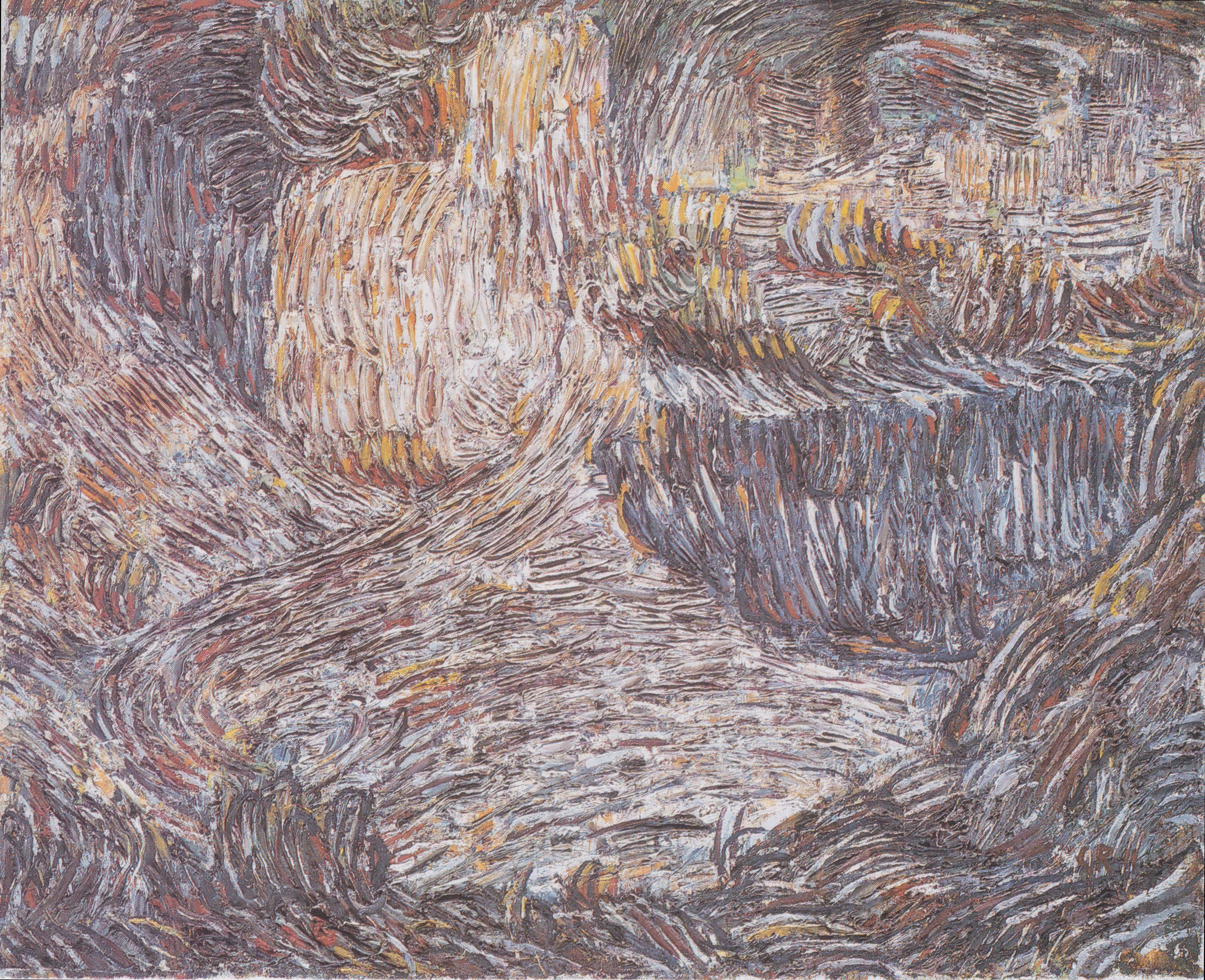
Christian Rohlfs, Getreidefeld, 1911

## Gemälde in der Ausstellung
| Titel                                                 | Künstler              | Entstehung    | Technik                               | Format/cm    | Sammlung, Ort, Leihgeber                                                         | Bild |
| ----------------------------------------------------- | --------------------- | ------------- | ------------------------------------- | ------------ | -------------------------------------------------------------------------------- | ---- |
| Liegender Akt                                         | Heinrich Campendonk   | 1907          | Aquarell / Pastell auf Papier         | 28,2 × 56,1  | Clemens Sels Museum Neuss                                                        |      |
| Lesendes Mädchen                                      | Heinrich Campendonk   | 1907          | Gouache / Pastellkreide auf Papier    | 46,1 × 31,4  | Clemens Sels Museum Neuss                                                        |      |
| Stillleben mit Wasserkessel                           | Heinrich Campendonk   | 1904          | Tempera / Kreide auf Leinwand         | 52 × 58      | Privatbesitz                                                                     |      |
| Garten an der Moerser Straße                          | Heinrich Campendonk   | 1908          | Öl auf Leinwand                       | 65,5 × 77,5  | Clemens Sels Museum Neuss                                                        |      |
| Stillleben mit Vase und Schale                        | Heinrich Dieckmann    | 1909          | Ölkreide auf Papier                   | 48 × 62      | Städtisches Kramer-Museum, Kempen, Leihgabe aus Privatbesitz                     |      |
| Stillleben mit Kohlrabi und Holzschuhen               | Heinrich Dieckmann    | um 1909       | Ölkreide auf Papier                   | 58 × 75      | Privatbesitz, Brühl                                                              |      |
| Der grüne Fensterladen                                | Heinrich Dieckmann    | um 1909       | Ölkreide auf Papier                   | 61,5 × 46,5  | Privatbesitz, Düsseldorf                                                         |      |
| Hohlweg                                               | Heinrich Dieckmann    | 1911          | Öl auf Leinwand                       | 43 × 55      | Privatbesitz, Mönchengladbach                                                    |      |
| Fensterbank mit Blumen                                | Heinrich Dieckmann    | 1913          | Ölkreide auf Papier                   | 64 × 47      | Privatbesitz, Mönchengladbach                                                    |      |
| Garten mit Teich                                      | Mies Elout-Drabbe     | 1906          | Farbstift auf Papier                  | 26 × 38      | Privatbesitz, Voorburg                                                           |      |
| Figurstudie                                           | Leo Gestel            | 1907          | Öl auf Leinwand                       | 35 × 25      | Privatbesitz, Den Haag                                                           |      |
| Liegender Akt                                         | Leo Gestel            | 1908          | Öl auf Leinwand                       | 36 × 62      | Kasteel het Nijenhuis in Heino (Hannema-de Stuers Fundatie / Museum de Fundatie) |      |
| Blick auf die Kirche in Woerden                       | Leo Gestel            | 1909          | Öl auf Holz                           | 36 × 33      | Privatbesitz, Voorburg                                                           |      |
| Abendlandschaft bei Montfoort                         | Leo Gestel            | 1909          | Öl auf Leinwand                       | 55,5 × 70,5  | Kröller-Müller Museum, Otterlo                                                   |      |
| Herbstlandschaft                                      | Leo Gestel            | um 1909       | Öl auf Leinwand                       | 37,5 × 45,5  | Privatbesitz, Holland                                                            |      |
| Herbst                                                | Leo Gestel            | 1909          | Öl auf Leinwand                       | 53,5 × 61    | Sammlung der Gemeinde, Bergen                                                    |      |
| Liegender Akt                                         | Leo Gestel            | 1910          | Öl auf Leinwand                       | 95 × 201     | Stedelijk Museum Amsterdam                                                       |      |
| Landschaft                                            | Leo Gestel            | 1910          | Öl auf Leinwand                       | –            | Privatbesitz                                                                     |      |
| Herbstbaum                                            | Leo Gestel            | 1910/11       | Öl auf Leinwand                       | 71 × 47      | Privatbesitz, Amsterdam                                                          |      |
| Mühle bei Sonnenuntergang                             | Leo Gestel            | 1911          | Pastell auf Papier                    | 29 × 48      | Privatbesitz, Belgien                                                            |      |
| Sitzender Akt                                         | Leo Gestel            | 1911          | Öl auf Leinwand                       | 90 × 63      | Privatbesitz                                                                     |      |
| Blumembeet mit Glas                                   | Walter Giskes         | 1907          | farbige Wachskreide auf Papier        | 45,5 × 60    | Privatbesitz, Krefeld                                                            |      |
| Sonnenblumen im Glas                                  | Walter Giskes         | 1907          | schwarze Wachskreide auf Papier       | 49,5 × 44,5  | Privatbesitz, Krefeld                                                            |      |
| Blick in den Garten                                   | Walter Giskes         | 1908          | farbige Wachskreide auf Papier        | 47,5 × 63    | Privatbesitz, Krefeld                                                            |      |
| Tulpen im Topf                                        | Walter Giskes         | 1908          | farbige Wachskreide auf Papier        | 58,4 × 44,5  | Privatbesitz, Krefeld                                                            |      |
| Garben auf dem Feld                                   | Walter Giskes         | um 1908       | farbige Wachskreide auf Papier        | 42 × 62      | Privatbesitz, Krefeld                                                            |      |
| Stillleben mit Früchten                               | Walter Giskes         | um 1908       | farbige Wachskreide auf Papier        | 44,5 × 60,5  | Privatbesitz, Krefeld                                                            |      |
| Porträt im Profil                                     | Walter Giskes         | 1910          | Kohle auf Pergament                   | 51,5 × 34    | Privatbesitz, Krefeld                                                            |      |
| Waldweg                                               | Vincent van Gogh      | 1887          | Öl auf Leinwand                       | 46 × 38,5    | Van Gogh Museum, Vincent van Gogh Stiftung                                       |      |
| Wald                                                  | Jacoba van Heemskerck | 1910          | Öl auf Leinwand                       | 57 × 44,5    | Zeeuws-Museum, Middelburg                                                        |      |
| Zwei Bäume                                            | Jacoba van Heemskerck | 1908–1910     | Öl auf Leinwand                       | 70 × 88      | Kunstmuseum Den Haag                                                             |      |
| Zinnteller mit Pfirsichen                             | Curt Herrmann         | 1907          | Öl auf Karton                         | 30 × 41      | Privatbesitz                                                                     |      |
| Stillleben mit Heringen                               | Curt Herrmann         | um 1907       | Öl auf Pappe                          | 30,5 × 47    | Privatbesitz                                                                     |      |
| Turm mit Garten davor                                 | Curt Herrmann         | um 1908       | Öl auf Holz                           | 32 × 33      | Privatbesitz                                                                     |      |
| Blick auf die Ehrenburg                               | Curt Herrmann         | um 1908       | Öl auf Holz                           | 24 × 33      | Privatbesitz                                                                     |      |
| Blumemstillleben                                      | Curt Herrmann         | 1908          | Öl auf Holz                           | 33 × 27,5    | Privatbesitz                                                                     |      |
| Blick nach Brissago                                   | Curt Herrmann         | 1910          | Öl auf Holz                           | 46,5 × 61    | Privatbesitz                                                                     |      |
| Blumen im Feld                                        | Curt Herrmann         | 1917/18       | Öl auf Leinwand                       | 66 × 88      | Privatbesitz                                                                     |      |
| Blick auf einen Park in Karlsruhe                     | Alexander Kanoldt     | um 1907       | Öl auf Pappe                          | 32 × 48      | Frankfurter Kunstkabinett Hanna Bekker vom Rath                                  |      |
| Garben auf dem Feld                                   | Helmuth Macke         | 1910          | Öl auf Leinwand                       | 41 × 38      | Privatbesitz, Berlin                                                             |      |
| Herbstwald bei Krefeld                                | Helmuth Macke         | 1910          | Öl auf Leinwand                       | 59 × 47,5    | Kaiser-Wilhelm-Museum, Krefeld                                                   |      |
| Wald in Dilborn                                       | Helmuth Macke         | 1910          | Öl auf Leinwand                       | 55 × 53      | Kunstmuseum Bonn                                                                 |      |
| Farm bei Duivenbrecht                                 | Piet Mondrian         | um 1906/08    | Gouache auf Papier                    | 33 × 41,5    | Privatbesitz, Amsterdam                                                          |      |
| Düne III                                              | Piet Mondrian         | 1909          | Öl auf Pappe                          | 29,5 × 39 cm | Kunstmuseum Den Haag                                                             |      |
| Leuchtturm bei Westkapelle                            | Piet Mondrian         | um 1909       | Öl auf Pappe                          | 39 × 29,5    | Kunstmuseum Den Haag                                                             |      |
| Tigerlilien                                           | Piet Mondrian         | 1909          | Aquarell auf Papier                   | 39 × 44      | Privatbesitz, Amsterdam                                                          |      |
| Bauer aus Zeeland                                     | Piet Mondrian         | 1910          | Öl auf Leinwand                       | 69 × 53      | Kunstmuseum Den Haag                                                             |      |
| Amaryllis                                             | Piet Mondrian         | um 1910       | Aquarell auf Papier                   | 39 × 49      | Privatbesitz, Amsterdam                                                          |      |
| Interieur: Stehende Frau vor Stuhl und Korb           | Heinrich Nauen        | um 1909       | Aquarell auf Papier                   | 48 × 40      | Lehmbruck-Museum                                                                 |      |
| Bauernmädchen                                         | Otto van Rees         | 1904          | Öl auf Leinwand                       | 27 × 21      | Zeeuws-Museum, Middelburg                                                        |      |
| Drei Bäuerinnen auf dem Feld                          | Otto van Rees         | 1905/06       | Farbkreide / Farbstift auf Papier     | 22 × 29      | Centraal Museum Utrecht                                                          |      |
| Bäuerinnen auf dem Feld                               | Otto van Rees         | 1906          | Pastell auf Papier                    | 19,5 × 34    | Centraal Museum Utrecht                                                          |      |
| Blick auf Frascati                                    | Otto van Rees         | 1906          | Öl auf Leinwand                       | 55 × 66      | Centraal Museum Utrecht                                                          |      |
| Sonnenblumen                                          | Christian Rohlfs      | 1903          | Öl auf Leinwand                       | 77 × 57      | Museum Ostwall, Dortmund                                                         |      |
| Kohlköpfe                                             | Christian Rohlfs      | 1903          | Öl auf Leinwand                       | 49,5 × 75,5  | Galerie Remmert und Barth, Düsseldorf                                            |      |
| Herbstwald                                            | Christian Rohlfs      | 1907          | Öl auf Leinwand                       | 97 × 50      | Galerie Remmert und Barth, Düsseldorf                                            |      |
| Herbstbäume                                           | Christian Rohlfs      | 1907          | Öl auf Leinwand                       | 73 × 51 cm   | Privatbesitz, Essen                                                              |      |
| Getreidefeld                                          | Christian Rohlfs      | 1911          | Öl auf Leinwand                       | 80 × 98,5    | Neue Pinakothek, München                                                         |      |
| Sägemühlen bei Amsterdam                              | Jan Sluijters         | 1907          | Öl auf Pappe                          | 32 × 27      | Kasteel het Nijenhuis in Heino (Hannema-de Stuers Fundatie / Museum de Fundatie) |      |
| An der Küste bei Amsterdam                            | Jan Sluijters         | um 1907/08    | Öl auf Leinwand                       | 59 × 41      | Kasteel het Nijenhuis in Heino (Hannema-de Stuers Fundatie / Museum de Fundatie) |      |
| Stadtansicht                                          | Jan Sluijters         | 1909          | Öl auf Leinwand                       | 32 × 40      | Privatbesitz                                                                     |      |
| Schlafendes Kind                                      | Jan Sluijters         | 1909          | Öl auf Leinwand                       | 39 × 50      | Privatbesitz                                                                     |      |
| Straße mit Mühle                                      | Jan Sluijters         | 1910          | Öl auf Leinwand                       | 30 × 34      | Privatbesitz                                                                     |      |
| Wald                                                  | Jan Sluijters         | um 1910       | Öl auf Leinwand                       | 40 × 50      | Privatbesitz, Hilversum                                                          |      |
| Landschaft bei Laren                                  | Jan Sluijters         | 1910          | Öl auf Leinwand                       | 59 × 72      | Stedelijk Museum, Schiedam                                                       |      |
| Felsen (4 Figuren)                                    | Johan Thorn Prikker   | 1893          | Bleistift auf Papier                  | 36,5 × 48    | RKD – Nederlands Instituut voor Kunstgeschiedenis, Den Haag                      |      |
| Felsen (Steinbruch bei Visé)                          | Johan Thorn Prikker   | 1893          | Bleistift auf Papier                  | 48 × 31      | RKD – Nederlands Instituut voor Kunstgeschiedenis                                |      |
| Landschaft mit Bäumen (Les Xhorres)                   | Johan Thorn Prikker   | 1896          | Wachskreide / Wasserfarbe auf Papier  | 59 × 47      | Kaiser-Wilhelm-Museum, Krefeld                                                   |      |
| Wiese mit Bäumen (Prairie à Nihon)                    | Johan Thorn Prikker   | 1897          | Wachskreide auf Papier                | 47 × 59      | Kaiser-Wilhelm-Museum                                                            |      |
| Zwei Bäume                                            | Johan Thorn Prikker   | um 1898       | Aquarell auf Papier                   | 28 × 20      | Privatbesitz, Amsterdam                                                          |      |
| Rotkohl                                               | Johan Thorn Prikker   | 1903          | Gouache auf Papier                    | 47,3 × 157,8 | Privatbesitz                                                                     |      |
| Les Xhorres                                           | Johan Thorn Prikker   | 1900–1904     | farbige Wachskreide auf Papier        | 55,8 × 44,8  | Stedelijk Museum, Amsterdam                                                      |      |
| Bäume                                                 | Johan Thorn Prikker   | 1900–1904     | farbige Wachskreide auf Papier        | 45 × 57      | Privatbesitz, Den Haag                                                           |      |
| Herbst                                                | Johan Thorn Prikker   | –             | Öl auf Leinwand                       | 30,6 × 42,4  | Frans Hals Museum, Haarlem                                                       |      |
| Heuhaufen (Basse Hermalle)                            | Johan Thorn Prikker   | vermutl. 1904 | Wachskreide / Wasserfarbe auf Papier  | 48,7 × 59    | Kröller-Müller Museum, Otterlo                                                   |      |
| Heuberge                                              | Johan Thorn Prikker   | vermutl. 1904 | Wachskreide auf Papier                | 45 × 55      | Kröller-Müller Museum                                                            |      |
| Korngarben                                            | Johan Thorn Prikker   | undat.        | Wachskreide auf Papier                | 45,5 × 60,5  | Kunstmuseum Den Haag                                                             |      |
| Muschelfischer am Strand                              | Jan Toorop            | 1891          | Öl auf Leinwand                       | 61,5 × 66    | Kröller-Müller Museum, Otterlo                                                   |      |
| Bauern aus Zeeland im Garten                          | Jan Toorop            | 1904          | Farbstift / Wachskreide auf Papier    | 12 × 21,2    | Kunstmuseum Den Haag                                                             |      |
| Mies Drabbe in Domburg                                | Jan Toorop            | 1907          | Farbstift / Wachskreide auf Papier    | 16 × 11,7    | Kunstmuseum Den Haag                                                             |      |
| Mädchen im Wald                                       | Jan Toorop            | 1907          | Farbstift auf Papier                  | 15,5 × 11,6  | Kunstmuseum Den Haag                                                             |      |
| Der Kanal Middelburg-Vlissingen                       | Jan Toorop            | 1907          | Öl auf Karton                         | 31 × 41      | Kunstmuseum Den Haag                                                             |      |
| Herbst                                                | Jan Toorop            | 1908          | Öl auf Karton                         | 42 × 33      | Kröller-Müller Museum                                                            |      |
| Bauer im Gemüsegarten                                 | Jan Toorop            | um 1910       | Öl auf Leinwand                       | 27,5 × 35,5  | Museum Boijmans Van Beuningen, Rotterdam                                         |      |
| Niedrigwasser Kanal Veere                             | Jan Toorop            | 1910          | Öl auf Pappe                          | 36,8 × 43,8  | Frans Hals Museum, Haarlem                                                       |      |
| Blick auf den Deich von Nijmwegen                     | Jan Toorop            | 1911          | Öl auf Spanplatte                     | 34 × 42      | Privatbesitz, Den Haag                                                           |      |
| Lesende Frau in der Sonne                             | Henry van de Velde    | um 1891       | Pastell auf Papier                    | 48 × 54      | Kröller-Müller Museum, Otterlo                                                   |      |
| Haus Vogelenzang                                      | Henry van de Velde    | um 1891       | Pastell auf Papier                    | 29 × 44      | Museum für Gestaltung Zürich                                                     |      |
| Stillleben mit Klatschmohn                            | Jaap Weijand          | um 1909/10    | Öl auf Leinwand                       | 48 × 38      | Privatbesitz, Den Haag                                                           |      |
| Blumenstraß im Krug                                   | Wilhelm Wieger        | 1906          | Öl auf Leinwand, auf Pappe aufgezogen | 39 × 33,5    | Privatbesitz, Mönchengladbach                                                    |      |
| Die Sonne                                             | Wilhelm Wieger        | 1906          | Pastellkreide / Aquarell auf Papier   | 55 × 33      | Privatbesitz, Mönchengladbach                                                    |      |
| Der Mond                                              | Wilhelm Wieger        | 1906          | Pastellkreide auf Papier              | 50 × 33      | Privatbesitz, Mönchengladbach                                                    |      |
| Stillleben mit Teekanne, Milchkännchen und Zuckerdose | Wilhelm Wieger        | 1907          | Öl auf Leinwand, auf Pappe aufgezogen | 35,6 × 50,3  | Privatbesitz, Mönchengladbach                                                    |      |
| Landstraße im Regen                                   | Wilhelm Wieger        | 1907          | Öl auf Leinwand, auf Holz aufgezogen  | 46,5 × 37,5  | Privatbesitz, Krefeld                                                            |      |
| Chrysanthemen                                         | Wilhelm Wieger        | 1907          | Öl auf Leinwand                       | 53 × 36      | Privatbesitz, Mönchengladbach                                                    |      |
| Atelierhaus Moerser Landstraße                        | Wilhelm Wieger        | 1907          | Öl auf Leinwand, auf Pappe aufgezogen | 38,5 × 52,3  | Privatbesitz, Mönchengladbach                                                    |      |
| Frauenkopf (Maske)                                    | Wilhelm Wieger        | um 1907       | Öl auf Papier                         | 19 × 17      | Privatbesitz, Kirchwistedt                                                       |      |
| Kopf eines Kindes                                     | Wilhelm Wieger        | um 1907       | Farbkreide auf Papier                 | 31,5 × 28    | Privatbesitz, Kirchwistedt                                                       |      |
| Liegende Kuh                                          | Wilhelm Wieger        | um 1907       | Öl auf Papier                         | 15,7 × 25    | Privatbesitz, Kirchwistedt                                                       |      |
| Niederrheinische Landschaft                           | Wilhelm Wieger        | um 1907       | Farbkreide auf Papier                 | 22,5 × 28,5  | Privatbesitz, Kirchwistedt                                                       |      |
| Arbeit auf dem Feld                                   | Wilhelm Wieger        | um 1907/08    | Öl auf Leinwand                       | 59 × 47,5    | Privatbesitz, Kirchwistedt                                                       |      |
| Weite Sommerlandschaft                                | Wilhelm Wieger        | 1908          | Pastell auf Papier                    | 40,5 × 58    | Privatbesitz, Mönchengladbach                                                    |      |